# Glenea pseudoluctuosa
Glenea pseudoluctuosa är en skalbaggsart som beskrevs av Stefan von Breuning 1953. Glenea pseudoluctuosa ingår i släktet Glenea och familjen långhorningar. Inga underarter finns listade i Catalogue of Life.